# Five Minutes with Arctic Monkeys
Five Minutes with Arctic Monkeys es el EP debut de la banda de indie rock inglesa Arctic Monkeys, lanzado el 30 de mayo de 2005. Contiene la primera canción que la banda grabó en toda su carrera "Fake Tales of San Francisco" y como b-side, "From the Ritz to the Rubble". Fue un lanzamiento limitado por Bang Bang Records - una compañía discográfica creada por la banda con el propósito de lanzar el EP. El nombre, Bang Bang, fue sugerido como nombre alternativo para la banda, debido a que el nombre Arctic Monkeys sonaba "tonto".
Sólo 500 CD y 1000 vinilos estuvieron disponibles, lo que significa que el EP es ahora raro y cada vez más buscado por los fanes de la banda. El EP en "7 vinilo es vendido por precios que superan los $150 dólares. Ambas canciones fueron regrabadas e incluidas en el álbum debut de la banda Whatever People Say I Am, That's What I'm Not, lanzado en 2006.

## Lista de canciones
- CD BANGCD1

1. "Fake Tales of San Francisco" – 3:00
2. "From the Ritz to the Rubble" – 3:11

- 7" BANGB71

1. "Fake Tales of San Francisco" – 3:00
2. "From the Ritz to the Rubble" – 3:11

- Datos: Q1421586